# Thirteen for Luck!
Thirteen for Luck! A Selection of Mystery Stories for Young Readers is een boek met dertien kort verhalen geschreven door Agatha Christie. De bundeling werd in 1961 uitgegeven door Dodd, Mead and Company. Zoals de ondertitel van deze verzameling aangeeft is dit werk bedoeld voor de jonge lezer. Zoals de omslag aangeeft maakt de lezer kennis met zes bekende detectives van Agatha Christie: Hercule Poirot, Miss Jane Marple, Tommy en Tuppence, Mr. Parker Pyne en Harley Quin. 
De verhalen zijn in Nederland opgenomen in acht uiteenlopende verhalenbundels. 

## Verhalen
Er bestaan twee versies van deze bundel. Onderstaande tabel is de inhoud van de heruitgave uit 1987. Een andere bundel met deze titel, maar zonder de genoemde ondertitel bevat Greenshaw's Folly, The Witness for the Prosecution, Where There's a Will en The Mystery of the Spanish Shawl in plaats van The veiled Lady, Tape-measure murder, The Regatta Mystery en Problem at Pollensa Bay. 
| Engelse titel                 | Eerste publicatie                                     | Nederlandse titel                | Nederlandse bundel                      |
| ----------------------------- | ----------------------------------------------------- | -------------------------------- | --------------------------------------- |
| The veiled lady               | Sunday Dispatch, 22 september 1929                    | Ongeluk                          | Getuige à charge (1958)                 |
| The Nemean lion               | Strand Magazine, november 1939                        | De Nemeïsche leeuw               | De werken van Hercules (1952)           |
| The girdle of Hyppolita       | Strand Magazine, juli 1940                            | De gordel van Hyppolyte          | De werken van Hercules                  |
| The Market Basing mystery     | The Sketch, 17 oktober 1923                           | Mysterie in Market Basing        | Het wespennest(1957)                    |
| Tape-measure murder           | Strand Magazine, februari 1942                        | Moord met het meetlint           | De muizeval en andere verhalen (1963)   |
| The blue geranium             | The Story-Teller, december 1929                       | De blauwe geranium               | Miss Marple en haar 13 problemen (1956) |
| The four suspects             | The Story-Teller, april 1930                          | De vier verdachten               | Miss Marple en haar 13 problemen        |
| The face of Helen             | The Story-Teller, april 1927                          | Het gezicht van Helen            | De geheimzinnige Mr Quin (1965)         |
| The bird with the broken wing | The mysterious Mr Quin, 1930                          | De vogel met de gebroken vleugel | De geheimzinnige Mr Quin                |
| The Regatta mystery           | The Regatta Mystery and Other Stories (1939)          | Het Regatta-mysterie             | Het Regatta-mysterie (1974)             |
| Problem at Pollensa Bay       | The Regatta Mystery and Other Stories (1939)          | Een exotische remedie            | Het Regatta-mysterie                    |
| The unbreakable alibi         | Illustrated Sporting and Dramatic News, december 1928 | Het waterdichte alibi            | Deelgenoten in de misdaad (1959)        |
| Accident                      | Sunday Dispatch, 22 september 1929                    | Ongeluk                          | Getuige à charge                        |